# 奥村勝彦 (実業家)
奥村 勝彦（おくむら かつひこ、1944年5月14日-  ）は、日本の経営者。ダイハツ工業会長を務めた。

## 来歴・人物
大阪府出身。1968年に兵庫県立神戸商科大学商業経済学部を卒業し、同年にダイハツ工業に入社。1998年6月に取締役に就任し、2003年6月に常務、2004年6月に専務を経て、2005年6月に副社長に就任。2010年6月に副会長に就任し、2011年6月に会長を経て、2013年6月から相談役を務めた。